# STS-67
是历史上第六十七次航天飞机任务，也是奮進號太空梭的第八次太空飞行。

## 任务成员
- 斯蒂芬·奥斯瓦尔德（Stephen S. Oswald，曾执行、以及任务），指令长
- 威廉·格里高利（William G. Gregory，曾执行任务），飞行员
- 塔玛拉·杰尼根（Tamara E. Jernigan，曾执行、以及任务），有效载荷指令长
- 约翰·格伦斯菲尔德（John M. Grunsfeld，曾执行、以及任务），任务专家
- 温迪·劳伦斯（Wendy B. Lawrence，曾执行、以及任务），任务专家
- 罗纳德·帕里斯（Ronald A. Parise，曾执行以及任务），有效载荷专家
- 萨穆埃尔·杜兰斯（Samuel T. Durrance，曾执行以及任务），有效载荷专家